# Aeroportul Municipal Tunica
Aeroportul Municipal Tunica (IATA: UTM, ICAO: KUTA, FAA LID: UTA) este un aeroport din Mississippi, Statele Unite ale Americii ce deservește zona Tunica⁠(d). Aeroportul a fost tranzitat în 2019 de 48 de pasageri. A fost numit după zona deservită.
Situat la o altitudine de 59 m, aeroportul dispune de 1 pistă.

## Infrastructură

### Piste
Aeroportul dispune de o singură pistă. Pista 17/35 are suprafața de asfalt și dimensiunile 8.500 picioare × 150 picioare. 